# Elizabeth Wade White

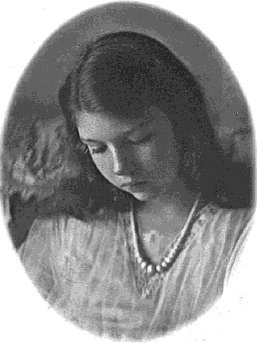
Elizabeth Wade White à l'âge de 18 ans, en 1924, à Westover School

Elizabeth Wade White (8 juin 1906 - 11 décembre 1994) était une activiste et essayiste américaine. Elle fut l'amante de Valentine Ackland et a écrit The Life of Anne Bradstreet: The Tenth Muse.

## Biographie

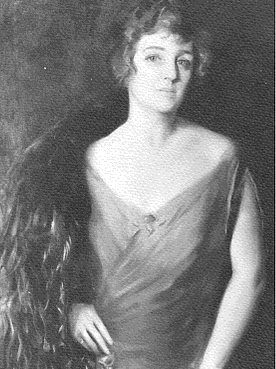
Elsie Rowland Chase (1863-1937). Marie Wade White dans les années 1920

### Ascendance et héritage
Les Wade et les White sont deux familles qui descendent des Puritains ayant migré vers la Nouvelle-Angleterre dans les années 1630.
Le grand-père paternel d'Elizabeth, George Luther White (1852-1914), est l'un des leaders américains de la fabrications de boîtes en papier ; il est également actionnaire de White & Wells et de L.C. White Co. À sa mort sa succession s'élève à 1/2 million de dollars. Quand sa femme, Julia Phelps Haring (1852-1928), meurt, la fortune s'élève à 1,67 million de dollars (soit 23,800,736 dollars en 2016 dollars),. 
Le grand-père maternel d'Élizabeth, Henry Lawton Wade (1842-1912), est actionnaire de la Waterbury Clock Society. Il légue 1,75 million de dollars ($44,377,586 en 2016 dollars) à ses deux filles, Lucy et Mary (mère d'Elizabeth). Celle-ci hérite également d'une maison assortie d'un champ de tir, Strawberry Hill House, à Middleton (Caroline du Sud) à 30 miles au nord de Savannah.

### Enfance (1906-1925)
Aînée des enfants de William Henry White (1876-1952) et de Mary Elizabeth Wade (1878-1949), Elizabeth naît le 18 juin 1906, au 107 de Prospect Street, à Waterbury, dans le Connecticut. Son frère cadet, Henry Wade White, naît trois ans plus tard en 1909 (et décède un an après elle, en 1995).
Sa famille, de condition aisée, possède, en plus de maison de Waterbury, de nombreuses propriétés, dont, notamment une maison de campagne dominant Waterbury, à Breackneck (Middlebury, Connecticut), une maison à Bass Rocks (Gloucester, Massachusetts), et Strawberry Hill House en Caroline du Sud. 

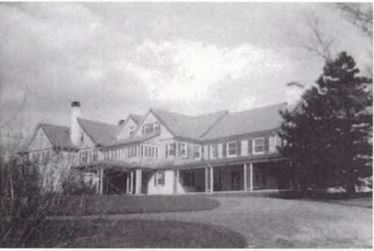
Maison de William Henry White (1876-1952), Breadneck Hill, Middlebury, Connecticut. La maison a été vendue à la mort de Will White, puis a été rasée.

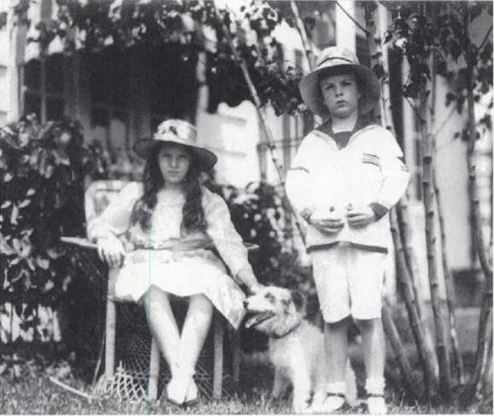
Betty et Henry Wade White, à Breackneck, 1915

Elizabeth Wade White suit les cours de la Westover School à Middlebury. Elle y rencontre Katherine Bullock (1908-1995), avec laquelle elle devient amie. Elle est régulièrement invitée par Katherine Bullock à Royalston, Massachusetts où son père, Calvin Bullock, entrepreneur venu de Denver, achète et restaure des maisons style 18ème. Cette amitié va perdurer tout au long de leur vie. Ainsi, mariée à Henry P. Cole, Katherine Bullock demandera à Élisabeth  d'être la marraine de leur premier enfant.

### Mondanités, études et engagement politique (1925 - 1939)
Mondanités
En décembre 1925, après l'obtention de son diplôme, Élisabeth fait ses débuts dans la bonne société au Waterbury Club. Sa robe de bal est composée de parements de fourrure blanche et argentée recouverts d'une mousseline de soie blanche.
En 1937, avec son frère Henry et leur ami, George Heard Hamilton, elle assiste à la cérémonie de couronnement de George VI.

#### Études
Au début de 1927, elle part étudier à Rome à la Miss Risser's School, avec sa cousine, fille de Edward Clark Streeter et Alice Chase, Helen "Henny" Chase Streeter, qui épouse plus tard John Bertram Whitelaw. 
Après l'enseignement reçu à Rome, elle poursuivra avec des cours de sculpture à New York City.
En 1937, elle amorce une étude sur Anne Bradstreet, l'une des premières poètes américaines et la première des auteurs et des autrices américains à être publiée dans les Treize Colonies.

#### Engagement politique
Dans les années 1930, Élisabeth White soutient Franklin Delano Roosevelt et le New Deal. Elle mène des enquêtes sur l'industrie dans les villes minières pour y comprendre les conditions de travail des ouvriers. Son père n'approuvait pas son soutien à Roosevelt.
En 1937, elle loue une maison dans le comté de Dorset, en Angleterre, sous prétexte de mener une recherche sur Anne Bradstreet. Ce prétexte est utilisé comme couverture à l'encontre de sa famille. Son objectif était double. D'une part rejoindre l'American Friends Service Committee, un groupe qui soutenait les travailleurs en Espagne et accueillait les réfugiés ; d'autre part, de rencontrer le couple de poète et romancière anglaises Sylvia Townsend Warner et Valentine Ackland qui y habitaient. 
Entre 1937 et 1938, elle voyage en Espagne, Angleterre et  États-Unis. Dans le Connecticut, ellee réussit à réunir $1180 ($20,087 en dollars en 2016) pour les Brigades Internationales.

#### Vie personnelle
Fin 1937, elle fait une dépression nerveuse et passe les fêtes de fin d'année chez Sylvia Townsend Warner et  Valentine Ackland dans le comté de Dorset. Elle et Valentine entament alors une liaison intense qui provoque une rupture temporaire entre Valentine et Sylvia en 1938.  Dans To Sylvia: An Honest Account, écrit en 1949, Valentine tente d'expliquer son histoire avec Élisabeth White. 

#### Mécénat
Elle soutient John Craske, peintre et ami de Valentine Ackland. Elle fut ainsi en contact avec Peter Pears, collectionneur de l'œuvre de Craske. 
Elle fit don des papiers les concernant au Aldeburgh Festival Archive. 

### Retour aux États-Unis (1939-1994)

#### Engagement politique
Au début de la seconde Guerre mondiale, elle retourne aux États-Unis. Elle s'installe à New York City et devient conductrice bénévole d'ambulance pour la Croix-Rouge américaine. Elle tente également de mener une campagne de sensibilisation à l'effort de guerre russe.
À la fin des années 1940, elle rejoint le Parti progressiste. Elle fut impliquée dans le mouvement communiste, et en 1948 partisane de la campagne présidentielle de Henry A. Wallace.

#### Vie personnelle
En mai 1939 elle rencontre Evelyn Virginie Holahan (28 août 1905 – 27 mai 1985). Evelyn Holahan, qui vient de quitter Rochester pour New York City, travaille chez Benton & Bowles, une agence de publicité. 
Alors en visite à New-York, Valentine Ackland présente l'une à l'autre les deux femmes, desquelles elle a été tour à tour l'amante. Evelyn Holahan s'était en effet rendue dans le Dorset pour venir chercher Annie Holahan, sa plus jeune sœur, éprise du romancier et essayiste britannique Llewelyn Powys, installé non loin de chez Sylvia Warner et Valentine Ackland qu'elle rencontre alors. Leur correspondance révèle qu'elles ont une liaison ; qui va durer jusqu'à la fin de leur vie. Elles s'installent ensemble dans un appartement de Greenwich Village.
Fin 1945, elle déménage à Middlebury, au Patch, la maison que Martha Starkweather Wade, sa grand-mère maternelle lui a légué. Evelyn Holahan y vit avec elle. 
À la fin des années 1940, les deux femmes fondent  White & Holahan, Books, un négoce de livres rares et d'occasion qu'elles gèrent depuis chez elles. 

#### Héritage
Du fait de son soutien aux soviétiques, la mère d'Elizabeth décide que l'héritage de sa fille sera géré par Henry Wade White, son fils. Ce dernier donne son accord. 
Cependant, ne partageant pas les inquiétudes de sa mère, quand cette dernière meurt en 1949, Henry Wade White remet officiellement à sa sœur le Patch, maison dans laquelle elle vit depuis 4 ans avec Evelyn Holahan, ainsi que ce qui lui revient financièrement. 

#### The life of Anne Bradstreet: The Tenth Muse,thèse sur Anne Bradstreet
En 1950, bien qu'elle n'ait pas de diplôme de premier cycle, et grâce à ses recherches sur Anne Bradstreet  Élisabeth White est acceptée en thèse de littérature à l'Université d'Oxford. 
En 1953, elle obtint sa thèse ; laquelle ne sera publiée qu'en 1971, sous le titre The life of Anne Bradstreet: The Tenth Muse. (La vie d'Anne Bradstreet : La dixième Muse)
Dans l'une de ses analyses, elle met en lumière la façon dont l'un des poèmes d'Ann Bradstreet, The prologue, est divisé en deux parties, une première dans laquelle Bradstreet déplore son infériorité par rapport aux écrivains de sexe masculin, puis une seconde où elle affirme le droit de la femme à s'exprimer.

#### Fin de vie
En 1985, Evelyn Holahan, sa compagne, meurt.
Elizabeth continue à vivre au Patch jusqu'à sa propre mort, neuf ans après, le 11 décembre 1994.
Elle est enterrée au cimetière de Middlebury, avec Evelyn Holahan.